# Guillaume Perrot (cyclisme)
Pour les articles homonymes, voir Guillaume Perrot.
Guillaume Perrot , né le 11 avril 1987 à Lyon, est un coureur cycliste français, spécialiste du cyclo-cross et de la piste.

## Palmarès en cyclo-cross
- 2004-2005
  - Challenge la France cycliste juniors
  - 2e du championnat de France de cyclo-cross juniors
  - 10e du championnat du monde de cyclo-cross juniors
- 2007-2008
  - 8e du championnat du monde de cyclo-cross espoirs
- 2008-2009
  - 3e du championnat de France de cyclo-cross espoirs
  - 7e du championnat du monde de cyclo-cross espoirs
- 2012-2013
  - 3e du Challenge la France cycliste
- 2013-2014
  - 2e du Challenge la France cycliste

## Palmarès sur piste

### Championnats du monde juniors
- 2005 : 
  - 4e de la course aux points[1]
  - 8e de l'américaine (avec Jonathan Lahoun)[2]

### Championnats de France
- 2003
  -  Champion de France de l'américaine cadets (avec Pierre-Luc Périchon)
- 2004
  -  Champion de France de l'américaine juniors (avec Pierre-Luc Périchon)
- 2005
  -  Champion de France de course aux points juniors
- 2007
  - 2e de la poursuite par équipes
  - 3e de l'américaine
- 2008
  - 2e du scratch
  - 2e de l'américaine
- 2009
  - 3e de la course aux points
  - 3e de la poursuite par équipes
- 2012
  - 3e de l'américaine

## Palmarès sur route
- 2013
  - Cusset-Nocturne